# Chora huntei
Chora huntei är en fjärilsart som beskrevs av W. Warren 1903. Chora huntei ingår i släktet Chora och familjen trågspinnare. Inga underarter finns listade i Catalogue of Life.